# Tangara à huppe ignée
Loriotus cristatus
Espèce
Statut de conservation UICN

 LC  : Préoccupation mineure
Répartition géographique
Le Tangara à huppe ignée (Loriotus cristatus) est une espèce de passereau appartenant à la famille des Thraupidae.

## Répartition et sous-espèces
Selon la classification de référence du Congrès ornithologique international (15.1, 2025) il se répartit en neuf sous-espèces :
- L. c. cristatus (Linnaeus, 1766) – Guyane et nord de l'Amazone ;
- L. c. intercedens (Berlepsch, 1880) – ouest du plateau des Guyanes ;
- L. c. orinocensis (Zimmer, JT & Phelps, WH, 1945) – est de la Colombie et sud du Venezuela ;
- L. c. cristatellus (Sclater, PL, 1862) – sudest de la Colombie, sud du Venezuela, nord-est du Pérou et nordest du Brésil ;
- L. c. fallax (Zimmer, JT, 1945) – sud de la Colombie, est de l'Équateur et nord du Pérou ;
- L. c. huarandosae (Chapman, 1925) – centre-nord du Pérou ;
- L. c. madeirae (Hellmayr, 1910) – du sud-est du Pérou au nord de la Bolivie au centre du Brésil ;
- L. c. pallidigula (Zimmer, JT, 1945) – est de l'Amazonie ;
- L. c. brunneus (Spix, 1825) – forêt atlantique ;

## Galerie

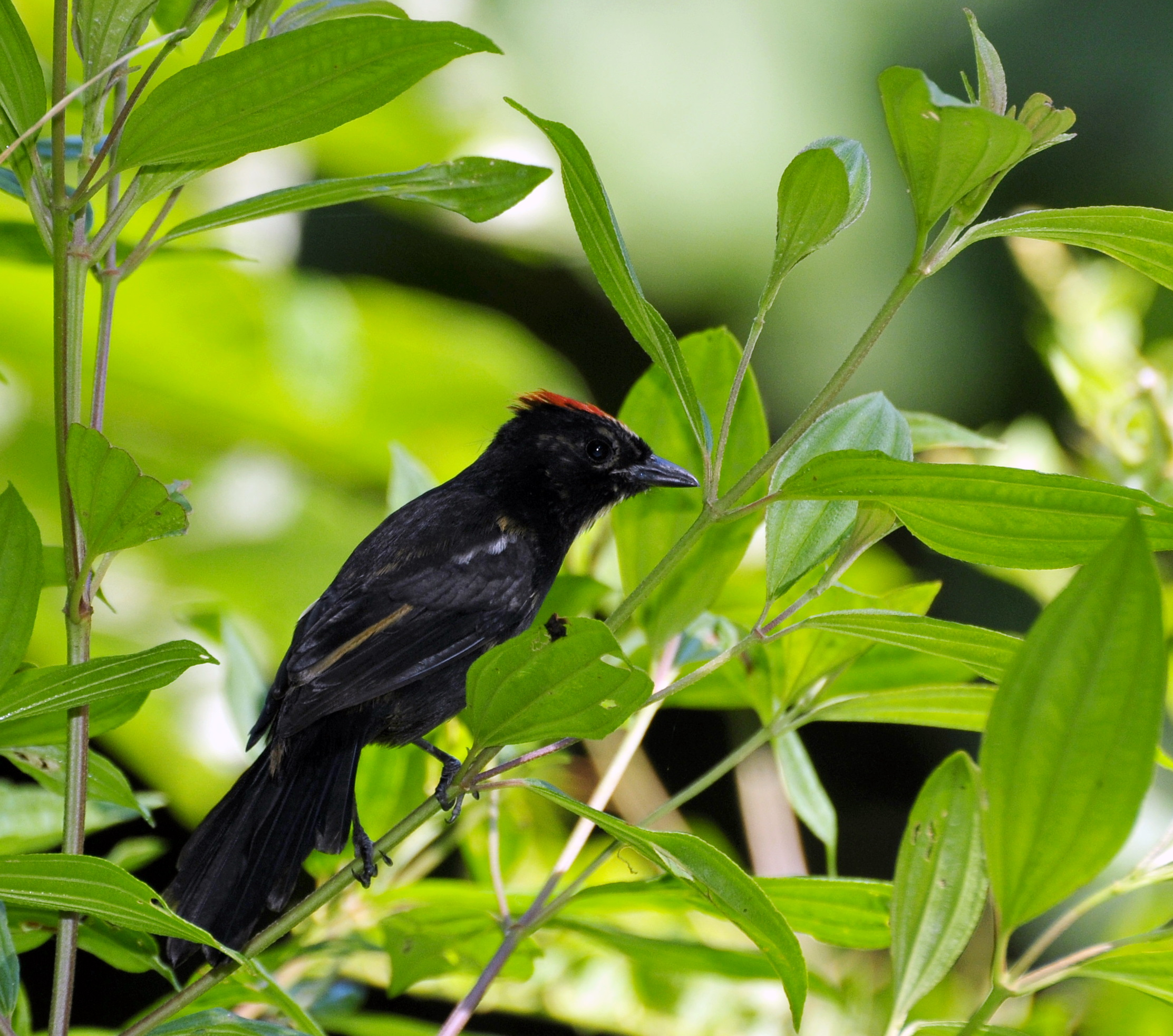
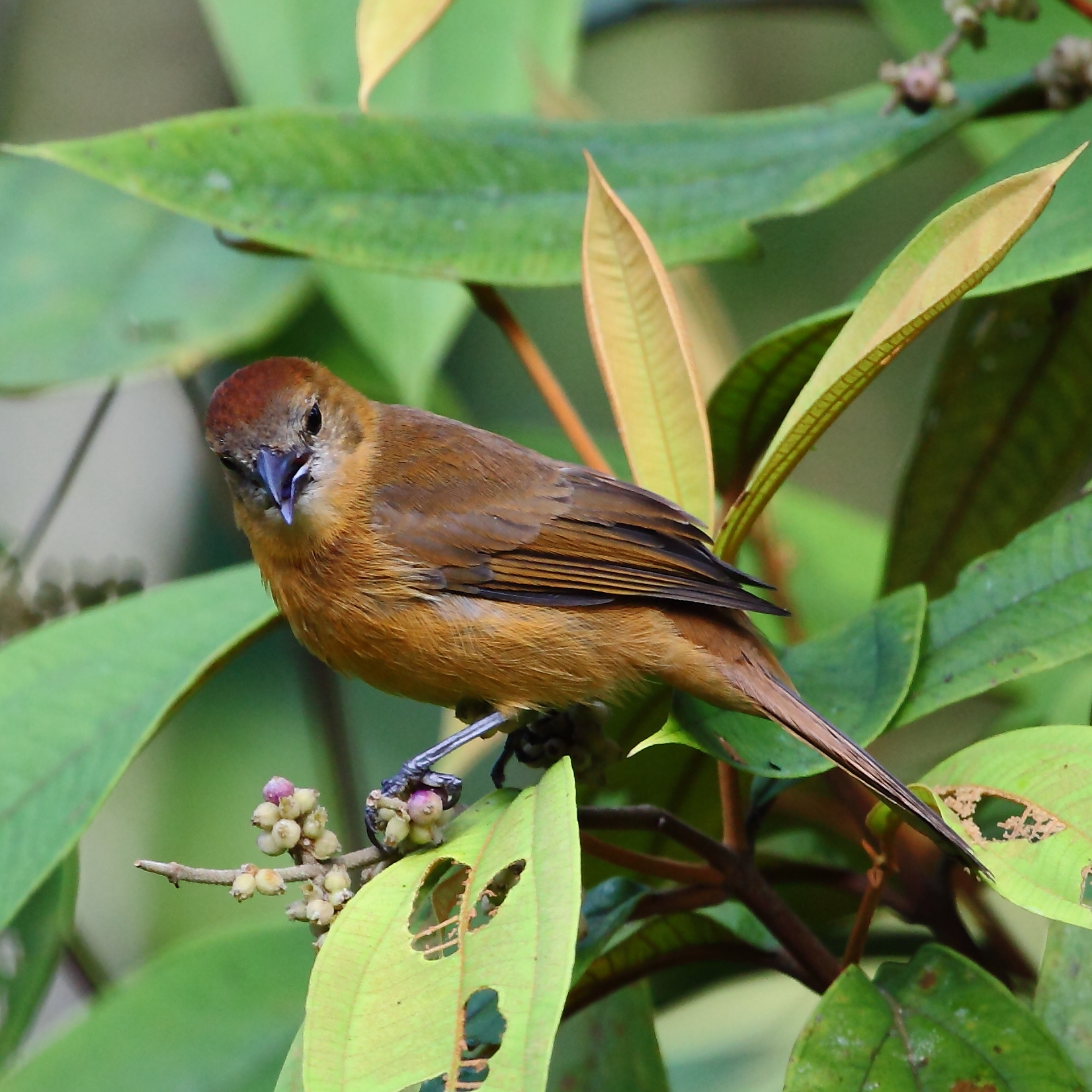
♀
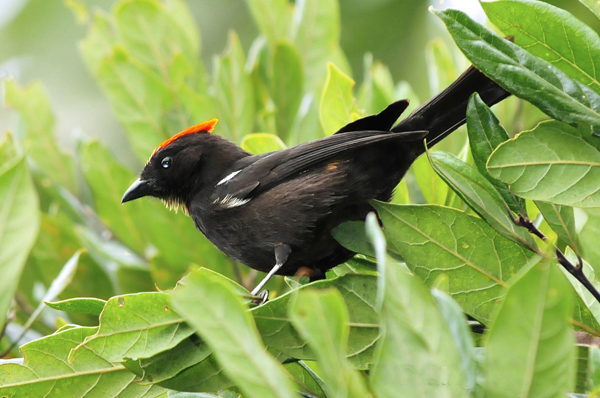